# 比嘉公也
比嘉 公也（ひが こうや、1981年6月29日 - ）は、沖縄県出身の高校野球指導者、元アマチュア野球選手（投手、左投左打）。

## 経歴
沖縄尚学高等学校では3年春の第71回選抜高等学校野球大会にエースとして出場し、比叡山との1回戦で村西哲幸と投げ合い完封勝利。PL学園との準決勝では延長12回、212球を投げ抜き完投勝利した。水戸商業との決勝では自身の登板はなかったが、チームは勝利し沖縄県勢初となる甲子園大会優勝を果たした。同学年のチームメイトに比嘉寿光がいた。
高校卒業後は愛知学院大学に進学したが、左肘を痛めて現役を引退し、学生コーチに転身した。
大学卒業後は沖縄市の浄水管理所に勤務しながら、沖縄大学で社会科教員免許を取得。コーチや副部長を経て2006年に24歳で母校・沖縄尚学高校の野球部監督に就任したが、同年9月に部内で暴力事件が起き、対外試合禁止処分を受けた。
2008年春の第80回選抜高等学校野球大会では東浜巨、嶺井博希のバッテリーを擁し、自身がエースだった1999年以来となる全国制覇を成し遂げた。比嘉は26歳にして甲子園の優勝監督となり、渡辺元智が持っていた史上最年少記録（28歳）を35年ぶりに更新した。
2013年の明治神宮野球大会では日本文理との決勝で8点差を逆転して勝利し、初優勝した。

## 甲子園での成績
- 春：出場5回・10勝4敗・勝率.714・優勝1回（2008年）
- 夏：出場5回・6勝5敗・勝率.545
- 通算：出場10回・16勝9敗・勝率.640・優勝1回

## 主な教え子
- 伊志嶺翔大
- 東浜巨
- 嶺井博希
- 與座海人
- 岡留英貴
- 砂川リチャード
- 仲田侑仁